# Wereldkampioenschappen schaatsen afstanden 2017 - 1500 meter mannen
De 1500 meter mannen op de wereldkampioenschappen schaatsen afstanden 2017 werd gereden op zondag 12 februari 2017 in het ijsstadion Gangneung Science Oval in Gangneung, Zuid-Korea.
Olympisch kampioen Zbigniew Bródka en regerend wereldkampioen Denis Joeskov waren beiden aanwezig. Nuis had twee laatste wereldbekerwedstrijden gewonnen de andere wereldbekerwinnaars waren Denis Joeskov, Joey Mantia en Sven Kramer. Nuis won zijn tweede wereldtitel nadat hij een dag daarvoor de 1000 meter had gewonnen, als tweede eindigde titelverdediger Denis Joeskov voor de winnaar van de 5 en 10 kilometer Sven Kramer.

## Plaatsing
De regels van de ISU schrijven voor dat maximaal vierentwintig schaatsers zich plaatsen voor het WK op deze afstand. Geplaatst zijn de beste veertien schaatsers van het wereldbekerklassement na vier manches, aangevuld met de tien tijdsnelsten eerste vier manches van de wereldbeker. Achter deze twintig namen werd op tijdsbasis nog een reservelijst van zes namen gemaakt. Aangezien het aantal deelnemers per land beperkt is tot een maximum van drie, telt de vierde (en vijfde etc.) schaatser per land niet mee voor het verloop van de ranglijst. Het is aan de nationale bonden te beslissen welke van hun schaatsers, mits op de lijst, naar het WK afstanden worden afgevaardigd.
Frankrijk vulde de verdiende startplek niet op waardoor Italië met één schaatser mocht starten.

## Statistieken

### Uitslag
| #      | Naam                        | Land  | Tijd       |
| ------ | --------------------------- | ----- | ---------- |
| Goud   | Kjeld Nuis                  | NED   | 1.44,36 BR |
| Zilver | Denis Joeskov               | RUS   | 1.44,67    |
| Brons  | Sven Kramer                 | NED   | 1.45,50    |
| 4      | Vincent De Haître           | CAN   | 1.45,79    |
| 5      | Kim Min-seok                | KOR   | 1.46,05    |
| 6      | Patrick Roest               | NED   | 1.46,16    |
| 7      | Joey Mantia                 | USA   | 1.46,70    |
| 8      | Jan Szymanski               | Polen | 1.46,74    |
| 9      | Bart Swings                 | BEL   | 1.46,75    |
| 10     | Konrad Niedzwiedzki         | POL   | 1.46,78    |
| 11     | Shani Davis                 | USA   | 1.46,84    |
| 12     | Sergej Grjaztsov            | RUS   | 1.46,92    |
| 13     | Peter Michael               | NZL   | 1.46,95    |
| 14     | Sverre Lunde Pedersen       | NOR   | 1.46,99    |
| 15     | Shota Nakamura              | JPN   | 1.47,09    |
| 16     | Takuro Oda                  | JPN   | 1.47,15    |
| 17     | Sergey Trofimov             | RUS   | 1.47,18    |
| 18     | Brian Hansen                | USA   | 1.47,28    |
| 19     | Taro Kondo                  | JPN   | 1.47,34    |
| 20     | Sindre Henriksen            | NOR   | 1.47,36    |
| 21     | Zbigniew Bródka             | POL   | 1.47,58    |
| 22     | Håvard Holmefjord Lorentzen | NOR   | 1.47,97    |
| 23     | Nicola Tumolero             | ITA   | 1.48,41    |
| DQ     | Benjamin Donnelly           | CAN   | -          |

### Loting
| Rit | Binnenbaan                  | Buitenbaan            |
| --- | --------------------------- | --------------------- |
| 1   | Sindre Henriksen            | Zbigniew Bródka       |
| 2   | Benjamin Donnelly           | Peter Michael         |
| 3   | Nicola Tumolero             | Taro Kondo            |
| 4   | Sergej Grjaztsov            | Jan Szymanski         |
| 5   | Takuro Oda                  | Brian Hansen          |
| 6   | Kim Min-seok                | Konrad Niedzwiedzki   |
| 7   | Shota Nakamura              | Sven Kramer           |
| 8   | Shani Davis                 | Vincent De Haître     |
| 9   | Håvard Holmefjord Lorentzen | Sergey Trofimov       |
| 10  | Patrick Roest               | Joey Mantia           |
| 11  | Denis Joeskov               | Kjeld Nuis            |
| 12  | Bart Swings                 | Sverre Lunde Pedersen |

1996 · 
1997 · 
1998 · 
1999 · 
2000 · 
2001 · 
2003 · 
2004 · 
2005 · 
2007 · 
2008 · 
2009 · 
2011 · 
2012 · 
2013 · 
2015 · 
2016 · 
2017 · 
2019 ·
2020 ·
2021 ·
2023 ·
2024 ·
2025